# نيوترون
النِيُوتْرُونُ أو النُّتْرُونُ(ملاحظة 1) أو النُّوتْرُونُ جُسَيمٌ مُحايِد، أيْ: متعادِل الشِحنة، أو بلا شِحنة، في نَوَى الذرات، ما عدا ذرةَ الهِدروجين، وكتلتُه تساوي تقريبًا كتلة البُرُوتون معه في النواة، وكان الظن بادئَ الأمر أنَّهُ جسيمٌ أوليّ (لا يتكون من جسيمات أصغر)، ثُمَّ بَطَلَ هذا الظنُّ، وقد يوجد خارجَها فيُسمَّىٰ بالنُّترون الحر وهو غير مستقر، له متوسط عمر قدره حوالي 886 ثانية (حوالَيْ 15 دقيقة)، ثُمَّ يتحلل إلى بُروتون وإلِكِترون.
ويصعُبُ الكشف عنها أو التحكم بها؛ لأنَّ النُّترونات غير مشحونة، مِمَّا أخَّرَ اكتشافها. ومكتشفها عالمُ الفيزياء حاملُ جائزة نوبل «جيمس شادويك».
وللنُّترونات الحرة (الإشعاعات النُّترونية) قدرةٌ عالية على النفاذ في المواد.
والطريقة الوحيدة لتغيير مسار النُّترون هي بوضع نواة في مساره، حيث يحدث تصادم تام المرونة. ولكنَّ اصطدام نُترونٍ حرٍّ متحرك بنواة إحدى الذرات في المادة نادر جداً؛ للفرق الهائل بين حجم النُّترون والنواة، علماً أن نواة الذرة أصغرُ جداً من حجم الذرة (أي: إن الذرة تحوي فراغاً كبيراً)، مما يعطي النُّترونات قدرة كبيرة على الاختراق.
تُستعمل النيوترونات في شطر نَوَى اليورانيوم في المفاعلات النووية. وينتُج من انشطار نواة اليورانيوم نترونانِ في المتوسط، تتفاعل هي الأخرى مع نَوَى يورانيوم أخرى، فتتزايد النترونات، ومعدل الانشطار يزداد بما يسمى التفاعل المتسلسل. وفي المفاعل النووي توجد موادُّ لامتصاص النترونات الزائدة فيبقى التفاعل متوازناً، فنُنتِج الطاقة بالمفاعلات الذرية أو النووية.

## اكتشاف النيوترون
تاريخ المحاولات طويل وكانت قد بدأت بتوقعات ومحاولة اثبات هذه التوقعات على أسس مختلفة مثل دراسة الخواص المميزة، دراسة اختلاف التصادم، دراسة الطاقة الفائضة الناتجة عنها في شكل حرارة وكثير منها باء بالفشل.
كان إرنست رذرفورد قد تنبأ بوجودها عام 1920 وبعدها بعشر سنوات لاحظ الفيزيائيان الألمانيان والتر وهيربرت شيئاً غريباً عند إطلاقهما أشعة ألفا على عنصر البريليوم (عددها الذري 4). انبعثت من البريليوم اشعاعات متعادلة قادرة على اختراق 200 مم من الرصاص في حين أن البروتونات كانت لا تستطيع اختراق 1 مم من الرصاص. افترض الاثنان أن السبب هو إشعاعات من غاما عالية الطاقة.
بعدها جاء دور علماء آخرين لفحص الأشعة عن كثب، حيث وضعوا حاجزا من شمع البارافين مقابل أشعة البريليوم فلاحظوا قدوم بروتونات عالية السرعة من البارافين. كانوا على علم حينها أن اشعاع غاما يفترض بها انتزاع الكترونات من المعادن لذا توقعوا أن نفس الشيء حاصل مع البروتونات في البارافين.
بعدها رفض العالم شادويك هذه الفكرة معللا السبب أن انتزاع بروتونات بسرعات عالية كهذه ينبغي أن تكون له طاقة مقدارها 50 مليون إلكترون فولت وبالمقارنة فإن اشعاعات الفا كانت قادرة على إنتاج 14 مليون الكترون فولت تقريبا فقط..
وضع شادويك تجربة أخرى ليوضح ما يحدث أكثر حيث وضع قطعة من البريليوم في غرفة مفرغة مع بعض البولونيوم. انبعثت اشعاعات الفا من البلونبوم والذي اعترض البريليوم. أثناء الاعتراض انطلقت أشعة متعادلة محيرة. وفي مسار الأشعة وضع شادويك حاجزا آخر وعندم اصطدمت به الأشعة، ضربت بذرات منه وأصبحت مشحونة فطارت نحو مجس جسيمات من النوع الغازي (تأين). قام شادويك بقياس التيار الناجم عن عملية التأين هذه وعليه استطاع حساب عدد الذرات وتوقع سرعتها. وبإعادة تجاربه على أهداف مختلفة استطاع الاقتناع والإقناع بأن إشعاعات غاما لا تستطيع تفسير سرعة الذرات وبالتالي فإن الاحتمال الأرجح والمعقول هو جسيمات متعادلة.
بعدها قام شادويك بقياس كتلة هذه الجسيمات ولكن بطريقة غير مباشرة حيث قاما بقياس جميع نواتج الاصطدام على البورون بدلا من البريليوم والذي انتج أيضا اشعاعات متعادلة فوضع هدفا حاجزا من الهيدروجين أمام الأشعة وعندما حدث التصادم وتطايرت بروتونات قام شادويك بقياس سرعة هذه البروتونات. بتطبيق قوانين بقاء الطاقة والزخم (كمية التحرك)، استطاع شادويك حساب كتلة جسيم النيوترون ليجد أنها 1.0067 من البروتون.

## هوامش
- ملاحظة 1 ضَبَطَها «المُعجَمُ الطبي المُوَحَّد» بضم النون، وهي في «معجم اللغة العربية المعاصر» بكسرِها (أيْ: نِتْرُون).[11]